# Faouzi Rahal
Faouzi Rahal (en kabyle : Fawzi Raḥal, en tifinagh : ⴼⴰⵓⵣⵉ ⵔⴰⵀⴰⵍ), est un footballeur algérien né le 23 juillet 1985 à Tinebdar dans la wilaya de Béjaïa. Il joue au poste de milieu offensif au SS Sidi Aïch.

## Carrière

### En clubs
Il joue en première division algérienne avec les clubs du MO Béjaïa, de la JS Kabylie et du NC Magra.
Avec le MO Béjaïa, il remporte la Coupe d'Algérie 2014-2015 et il est finaliste de la Coupe de la confédération 2016.

## Palmarès

### En clubs
| MO Béjaïa (2) | Olympique Akbou (2)                                                                                | SS Sidi Aïch (1)                             |
| --- | -------------------------------------------------------------------------------------------------- | -------------------------------------------- |
| - Ligue 1 : - Vice-champion : 2015 - Coupe d'Algérie (1) : - Vainqueur : 2015 - Coupe de la confédération : - Finaliste : 2016 - Ligue 2 (1) : - Champion : 2018 | - Ligue 3 (1) : - Champion : 2023 (groupe Centre-Est) - Ligue 4 (1) : - Champion : 2022 (groupe B) | - Ligue 5 (1) : - Champion : 2025 (groupe C) |